# Ringand
Ringand (Aythya collaris) är en liten nordamerikansk dykand som sällsynt påträffas i Europa. Den är en relativt vanlig fågel som ökar i antal och dess bestånd anses vara livskraftigt.

## Utseende
Ringanden är en liten (37–46 cm) dykand med kort kropp och stort, karakteristiskt huvud: hög och brant panna, med krönet på hjässan långt bak och antydan till tofs som skapar en kant mellan huvud och nacke. Näbben är karakteristiskt trefärgad: grå med ett vitt band och svart spets. I flykten syns grått vingband, ej vitt som på liknande viggen.
Den vuxna hanen liknar viggen med glansigt lila huvud samt svart på bröst, rygg och "akter". Flankerna är dock grå, ej vita, med lite vitt i överkant och bredare vitt i framkant. Dess kanelfärgade nackring som gett den dess engelska namn Ring-necked Duck är oftast svår att observera.
Den bruna honan bestäms lättast på huvudform och näbbtäckning. I dräkten är den mer lik brunandhonan än vigghonan, med ljus strupe, ljust kring näbbroten, ljus ögonring och ofta en ljus linje bak från ögat.

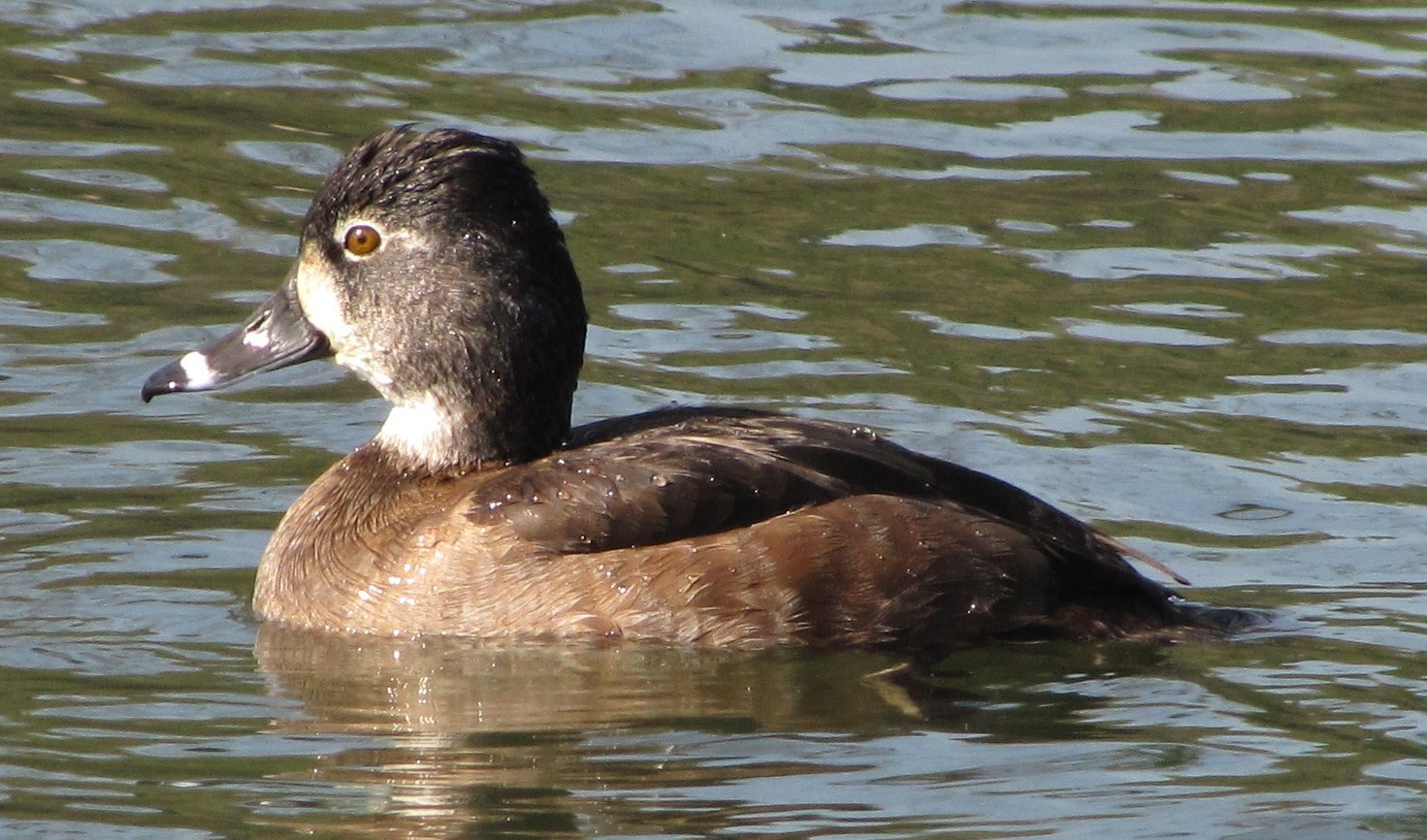
Hona ringand.

## Läte
Från honan hörs grova, raspande läten. Hanens spelläte är en låg och väsande vissling.

## Utbredning och levnadssätt
Ringanden är en flyttfågel som häckar i sjöar och dammar i skogiga område i norra USA och Kanada, huvudsakligen i Northwest Territory. Den övervintrar i södra Nordamerika i sjöar, dammar, floder eller vikar. Hona och hane bildar par enbart för häckning. Boet är en skål byggd på vatten i tät växtlighet bland vass och buskar. Honan lägger åtta till tio ägg, ett varje dag, och ruvar i 25–29 dagar. Hon stannar med ungarna tills de kan flyga.

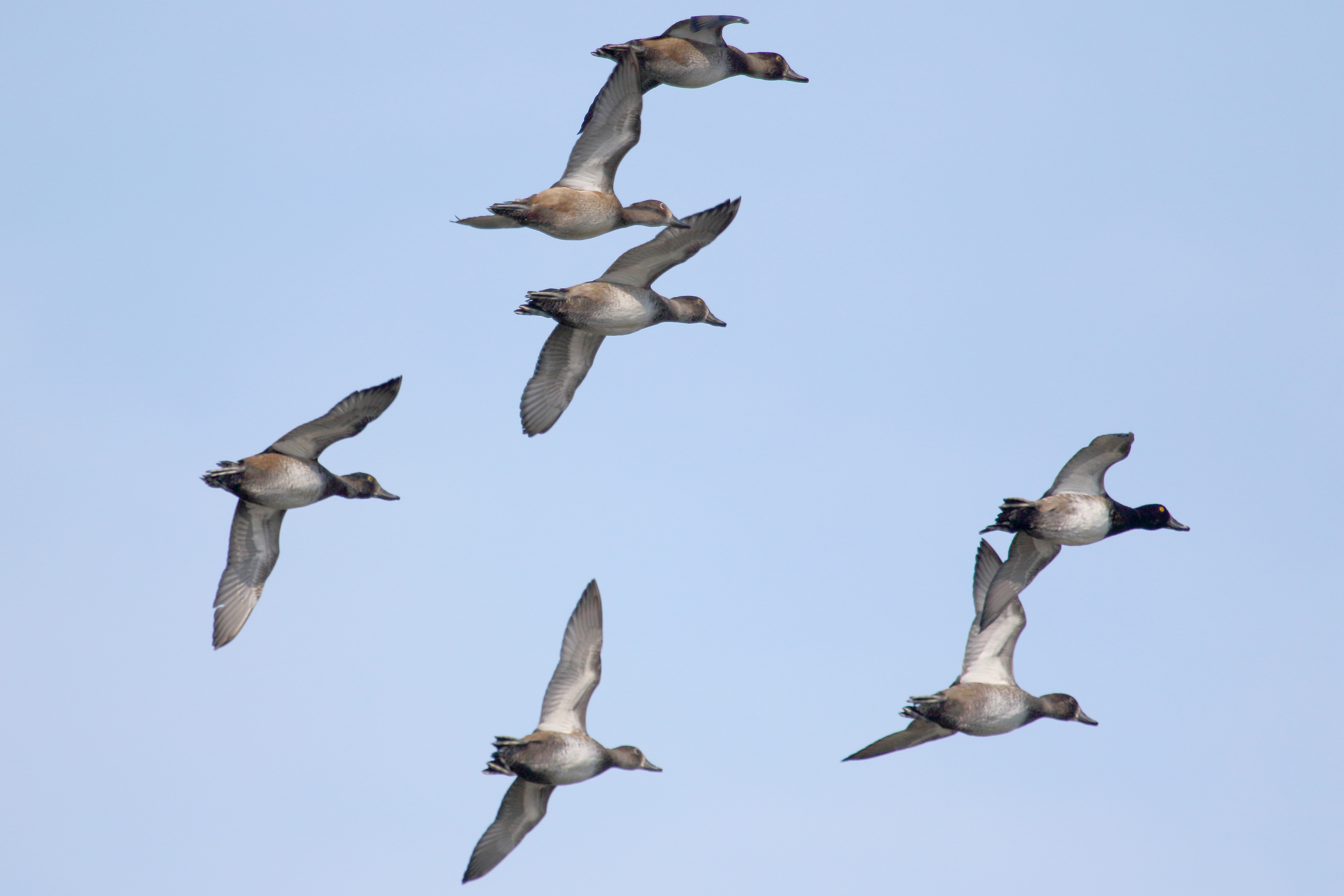
Flygande ringänder fotograferade i Quebec, Kanada.

### Föda
Ringänder är omnivorer och födosöker både genom att dyka och hitta saker på vattenytan. Ungarna är beroende av föda från djurvärlden, så som insekter, daggmaskar, iglar och sniglar. När de blir större byter de diet till undervattensväxter och vildris men även sniglar.

## Ringand i Europa
Eftersom ringanden är en utpräglad flyttfågel är den en sällsynt men regelbunden gäst även i Västeuropa. I Storbritannien kan till och med småflockar uppträda, till exempel fem vid Loch Leven i Skottland i september 2003 och fyra stycken vid Standlake i Oxfordshire. I Sverige ses ringanden årligen, med ett 70-tal fynd totalt, det första 1975 i Motala ström.

## Status och hot
Arten har ett stort utbredningsområde och en stor population, och tros öka i antal. Ökningen har varit markant, de senaste 40 åren hela 247 %. Utifrån dessa kriterier kategoriserar IUCN arten som livskraftig (LC).